# María Lagunes

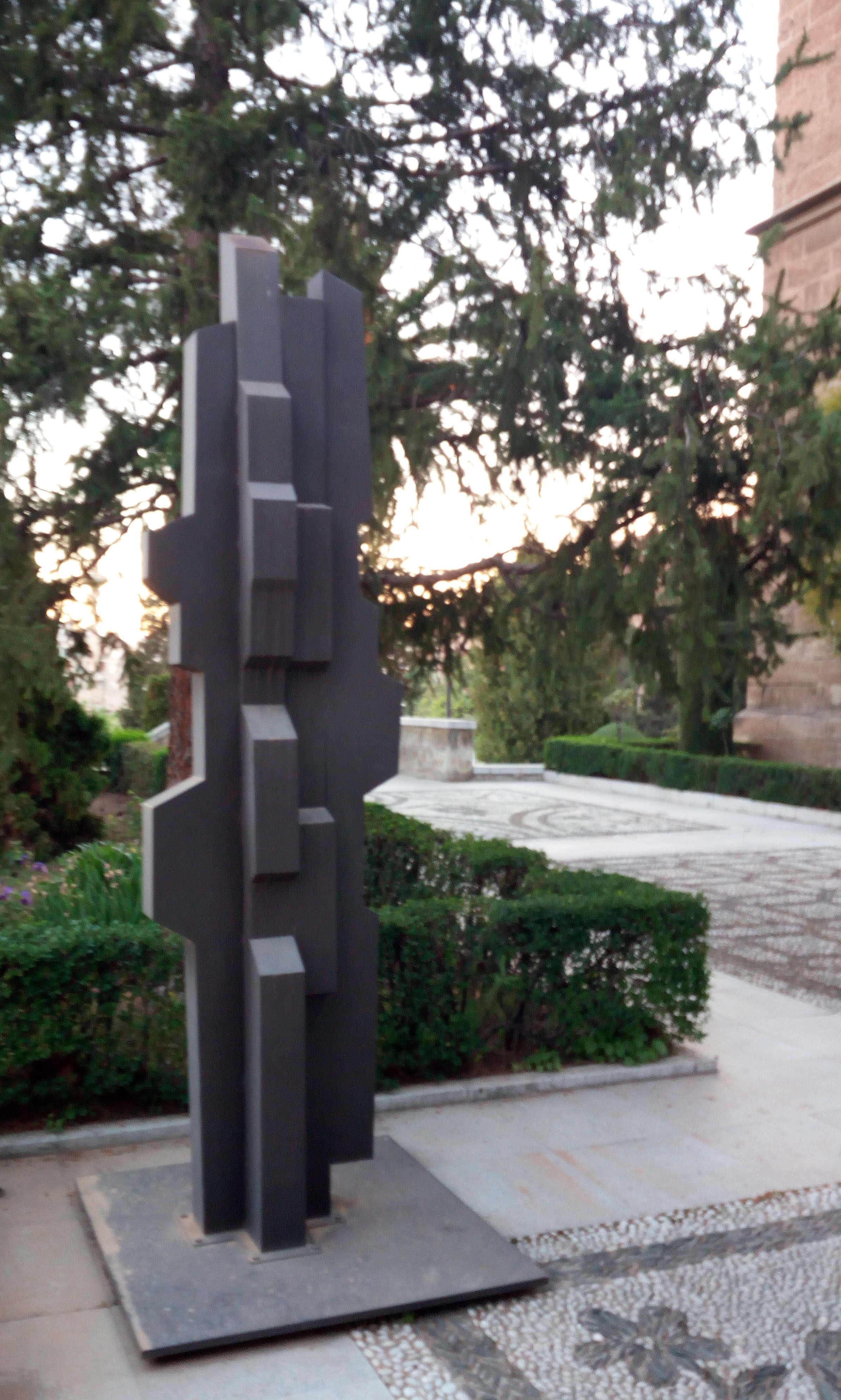
Estudio para escultura urbana (2004) en los jardines de acceso del Hospital Real (Universidad de Granada)

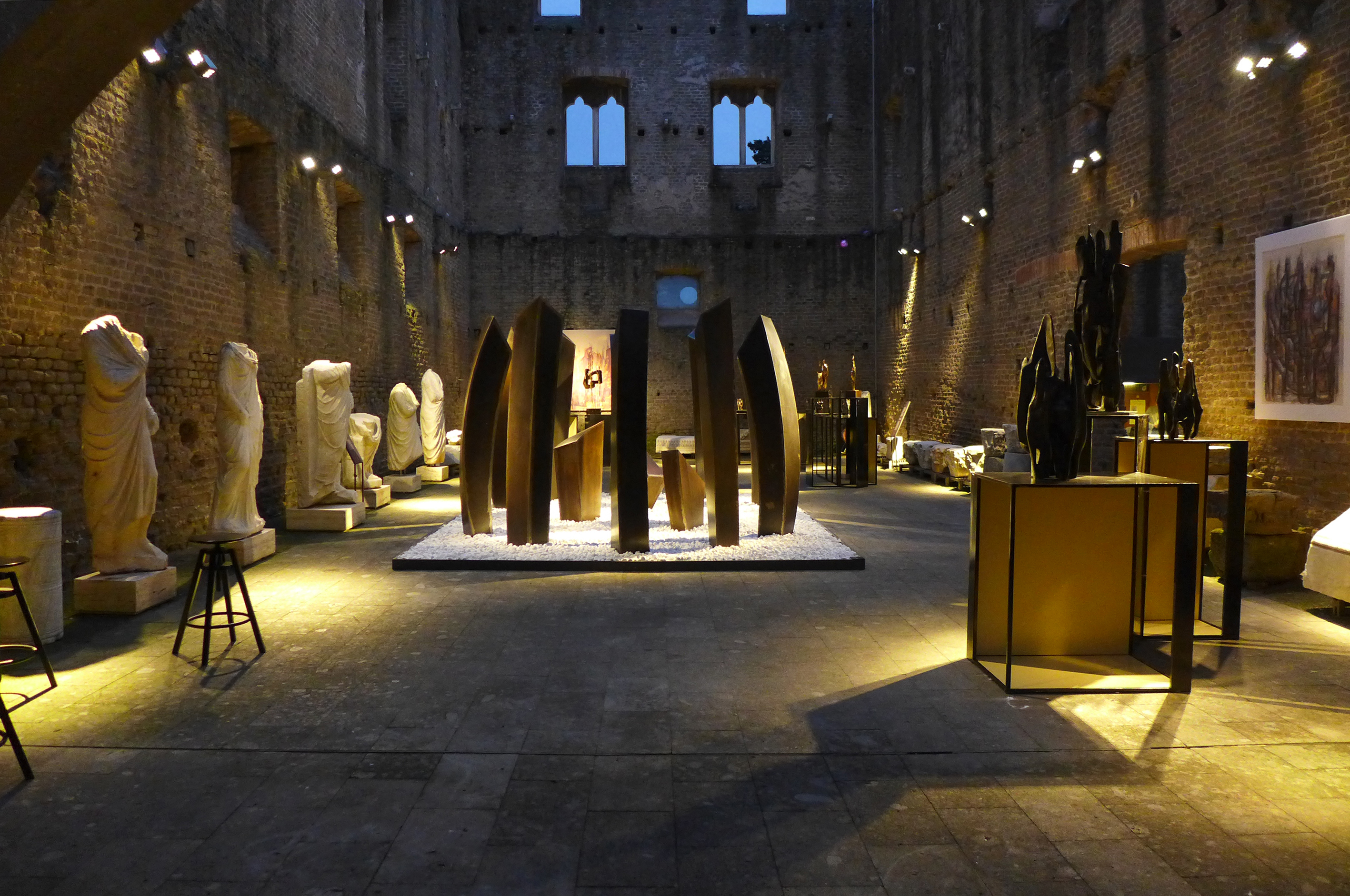
Vista de la exposición de la escultora María Lagunes en el Mausoleo de Cecilia Metella, en la vía Appia antica de Roma (2018-2019).

María Lagunes (Hacienda de Angostillo, Veracruz, 22 de julio de 1922-3 de octubre de 2024) fue una artista plástica mexicana dedicada a la pintura y la escultura. Sus obras se encuentran en numerosas colecciones públicas y privadas de Europa y América. Vivió y trabajó en la Ciudad de México.

## Biografía
Inicia su formación en Veracruz como diseñadora de interiores, realizando posteriormente estudios en pintura y diferentes técnicas de grabado en la Escuela de Bellas Artes de la misma ciudad. En 1958 continúa su formación en el Centro Superior de Artes Aplicadas de la Ciudadela, en Ciudad de México.
Tras realizar su primera exposición en 1965 en el Institut Français de l'Amérique Latine de Ciudad de México, recibe una beca del Gobierno de Francia en 1966 la cual le permite entrar en contacto con el ambiente cultural francés. Fue entonces cuando se trasladó a París para estudiar la integración de la escultura con la arquitectura y el urbanismo con André Bloc. Aprovechó su estancia para profundizar en sus estudios sobre escultura y trabajar con creadores como Ossip Zadkine.
Su vinculación con Europa se perpetúa a lo largo de su carrera, recibiendo la primera invitación para exponer en el Salón de Mayo del Museo de Arte Moderno de París en 1973 y participando en el Grand Prix d'art Contemporain de Lyon en 1975, además de ser nombrada "Accademica Corrispondente" de la Academia Greci-Marino de Vercelli (Italia) en 1999 y recibir numerosos premios y reconocimientos en Francia, Italia y Bélgica. En 2020 es nombrada Miembro correspondiente de la Academia de Artes (México). 
Alterna su actividad artística con la docencia. Entre 1969 y 2004, impartió los cursos de Dibujo, Técnicas de presentación y Formas Escultóricas en la Facultad de Arquitectura de la Universidad Nacional Autónoma de México.

## Obra
En un primer momento, el tema de la ciudad y el hombre impregnaron sus trabajos, realizando algunos retratos en bronce como el del poeta León Felipe. Con los años, su lenguaje característico evoluciona de formas naturalistas a formas geométricas, dependiendo de los materiales elegidos: el bronce, el concreto, el acero, los textiles, las maderas, el granito, el ónix y el mármol. Su investigación culminará con la realización de esculturas urbanas como el monumento a Rosario Castellanos en México o la la Señal de Torre Lomas. Hacia el año 2000, Lagunes inicia una nueva experimentación con el acero, creando volúmenes arquitectónicos virtuales. 
“Soy escultora, pintora, dibujante y me gusta el diseño en las paredes; el mejor ejemplo de lo último son mis tapices, aunque también soy docente, y a lo largo de estos años he buscado encontrar un equilibrio entre estas facetas”.
Sus esculturas se encuentra en colecciones públicas y privadas en Italia, Francia, España, Estados Unidos, Canadá, México y Alemania. En particular, en el Museo de Arte Moderno de la Ciudad de México, en el Rogers Museo Lauren de Arte (Laurel, Mississippi), el Museo de Arte Contemporáneo Ateneo de Yucatán y el Hospital Real de Granada (España).

## Premios
Su extensa trayectoria le ha proporcionado numerosos premios nacionales e internacionales, entre los que destacan:
- 1966: Salón de Pintores Veracruzanos (Veracruz). Tercer premio por la obra Ciudad no. 6.
- 1976: Primer premio para la realización del monumento urbano a la escritora mexicana Rosario Castellanos, Bosque de Chapultepec, promovido por el gobierno del Distrito Federal, Ciudad de México.
- 1980: II Biennale Internazionale della Pietra (Città di Marino, Italia). Medalla de oro y mención honorífica por la obra Señal.
- 1981: Diploma en el Salón International d'Art, Litterature et Musique, ANLAM; selección de invitados extranjeros; Riom, Francia.
- 1982: Primer premio a Artista extranjero, sección Arte Abstracto, en el Salón International, Palais de Beaux Arts; Nancy, Francia e Charleroi, Bélgica.
- 1984: Diploma d'Onore y Targa Aurea di Scultura en la XXI Rassegna Internazionale di pittura, scultura e grafica, Centro Artístico e Culturale Internazionale Giulio Rodino, Nápoles, Italia.
- 1999: Nombrada Accademica Corrispondente de la Accademia Greci-Marino de Vercelli (Vercelli, Italia).
- 2001: Primer premio en el concurso de diseño del Trofeo Cámara Nacional de la Industria del Hierro e del Acero; México.
- 2005: Primer premio en el concurso Teatro [è] città para la valorización del Teatro romano de Spoleto, Italia, con Francesco Cellini e María Margarita Segarra.
- 2020: Nombrada Miembro correspondiente de la Academia de Artes de México
- 2024: Medalla de Oro Bellas Artes de México en la categoría de "Artes Visuales".[5]

## Exposiciones
Entre las exposiciones más importantes están las organizadas por el Institut Français de l'Amérique Latine en Ciudad de México  (1965, 1969, 1981), que acercó la obra de María Lagunes al ambiente artístico parisino. Entre 1969 y 1989, sus obras han sido expuestas en varias ocasiones en la Galería de Arte Misrachi (Ciudad de México), en la Casa de la Cultura de Morelia (1981), la Galería El Ágora de Xalapa (1982) y el Instituto Veracruzano de Cultura  (1989). Desde 1991 Lagunes eligió París para mostrar su producción, primero en la Galerie Sculptures (1991, 1995, 1997, 2000), y desde 2003 en la Galerie Jean-Luc Méchiche. En el 2000, Italia organiza una exposición itinerante con varias etapas incluyendo Roma (Instituto Italo Latinoamericano), Conversano (Monasterio de San Benito), y Ravello (Villa Rufolo). El 2018 el Parco Archeologico dell'Appia antica de Roma organiza una exposición en el Mausoleo de Cecilia Metella Castrum Caetani.
En el año 2001, la Serra grande del Giardino inglese, Reggia di Caserta (Italia) acogió una selección de esculturas de gran formato, así como una serie de dibujos. Al mismo tiempo, la Galería de Montserrat en Nueva York presentó una serie de pequeños bronces en el espacio SoHo. En 2004, las obras de Lagunes fueron expuestas en el Museo Macay de Mérida (México), en el Colegio de Santa Cruz de Valladolid (España); y en el Hospital Real de Granada (España). En 2010 el Museo de Arte Moderno de la Ciudad de México le dedicó una exposición retrospectiva. En 2013 la Casa Estudio Luis Barragán organizó una muestra de 60 retratos fotográficos de artistas e intelectuales mexicanos y extranjeros realizados por María Lagunes entre 1953 y 2013. En 2016 se presentó una gran exposición retrospectiva organizada por el Museo Universitario de Ciencias y Arte (UNAM). También ha participado en numerosas exposiciones colectivas en museos europeos, asiáticos y americanos.